# Euphorbia lakshminarasimhanii
Euphorbia lakshminarasimhanii — вид рослин із родини молочайних (Euphorbiaceae), ендемік у регіоні Конкан, штат Махараштра, Індія.

## Опис
Його легко відрізнити від усіх відомих індійських видів за його унікальною рідкісно-розгалуженою карликовою звичкою, роздвоєними шипами, листям що утворюють крону, коралово-червоним залозам з порізаними краями, чоловічі квітки по 10 на пучок т. ін..

## Поширення
Ендемік регіоні Конкан, штат Махараштра, Індія.

## Етимологія
Вид названий на честь таксонома рослин, доктора П. Лакшмінарасімхана (англ. P. Lakshminarasimhan), за його чудовий та тривалий внесок у індійську ботаніку.